# Claude Goudimel
Claude Goudimel (Besançon, 1514 a 1520 – Lió, 28 d'agost de 1572), fou un compositor, editor, publicista i teòric francès del Renaixement.

## Biografia
Claude Goudimel va néixer a Besançon, l'actual França, que en aquella època era una ciutat imperial de parla francesa del Sacre Imperi Romanogermànic. Se sap poc de la seva vida, malgrat tot se sap que va rebre una sòlida instrucció musical i literària. Educat en la religió catòlica, passà a Roma, després d'haver sigut mestre de capella de Besançon i en la Ciutat Eterna fundà una escola de música. Tingué la glòria que Palestrina fou alumne seu. Es coneixen pocs detalls de la seva vida fins que es documenta a París el 1549, on estudiava a la Universitat de París; en aquell any també va publicar un llibre de cançons. A principis de la dècada de 1550 va treballar amb l'impressor Nicolas Du Chemin, i potser encara havia estat estudiant a la Universitat de París fins al 1555; el 1555 també era soci de Du Chemin en el negoci editorial.
Goudimel es va traslladar a Metz el 1557, convertint-se al protestantisme, i se sap que va estar associat amb la causa hugonota allà; tanmateix va abandonar Metz a causa de la creixent hostilitat de les autoritats de la ciutat cap als protestants durant les guerres de religió. Primer es va establir a la seva ciutat natal de Besançon, i més tard es va traslladar a Lió.
Se suposa que Goudimel va ser assassinat a Lió l'agost de 1572, durant la Massacre del dia de Sant Bartomeu, juntament amb gran part de la població hugonota de la ciutat. La seva darrera carta al seu íntim amic i poeta Paulus Melissus, mostra a Goudimel malalt de febre el 23 d'agost de 1572, va permetre a M. Weckerlin suposar que en comptes de morir en la massacre de Sant Barthelemy, el mestre podria haver mort senzillament al seu llit. No obstant això, no hi ha cap evidència definitiva que recolzi o contradigui cap de les dues teories de la seva mort.
La mort de Goudimel va inspirar entre els versificadors d'aquesta època un nombre respectable d'epitafis, sonets i altres peces famoses en francès, llatí i grec. El de J. Posthius comença amb aquestes línies:
'Claudi, el dolç,
era preferit per sobre del cant dels cignes,
i [era] l'Orfeu del nostre temps.

## Música i influència
La seva obra més notable és la música dels Salms, que encara es canta en algunes capelles luteranes, però abans d'abjurar del catolicisme va compondre dos motets que s'inseriren en el Liber quatuor eccles, cantionum (Anvers, 1553); edità associat amb Du Chemin, la col·lecció Canticum beatae Mariae Virginis, en la que figura, de la seva composició, un Magnificat (1553); també són seus una Missa i quatre moduli, inserits en la col·lecció Missae duodecim cum quatuor vocibus, col·lecció de la qual també fou editor el 1554; Chansons spirituelles (1555); un altre Magnificat i quatre Misses inserides en altres col·leccions, etc.
Alguns autors posen en dubte que Goudimel es fes protestant, perquè en aquella època eren cantats i composts per individus pertanyents a la Reforma i pels catòlics. De totes maneres, és cert que va mantenir amb els hugonots estretes relacions, i què el 1565 apadrinà a Metz a un infant de la religió reformada. L'edició més antiga del salteri de Goudimel porta per títol Les CI. Psaumes de David nouvellement mis en musique à quatre parties (París, 1564).
La música religiosa que va compondre Goudimel l'ubica en el nombre dels més il·lustres compositors de la seva època (algunes de les seves obres es troben manuscrites en el Vaticà); l'harmonia és molt pura i la factura d'una absoluta correcció. També posà en música les Odes d'Horaci, que donà a l'estampació amb el títol Quintti Horatii Flacci odae ad rhytmos musicos reductae (1555). Després de la seva mort es publicà La fleur des chansons (1574).